# Президентские M&M’s

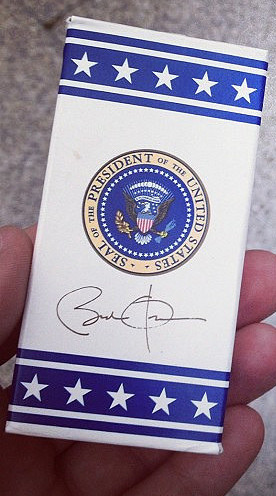
Упаковка президентских M&M’s с подписью Барака Обамы

Президентские M&M’s — памятные упаковки драже M&M’s красного, белого и синего цвета, которые раздают гостям президента США на борту номер один Air Force One и в других президентских местах. Впервые появились в 1988 году и впоследствии заменили сигареты, которые ранее вручались в качестве подарка гостям президента. Президентские M&M’s распространяются в коробке размером с пачку сигарет, на её лицевой стороне изображена печать президента США и стоит подпись действующего президента, на другой стороне — маскот M&M’s с флагом США.

## История
Во времена президентства Джона Кеннеди в Белый дом и Борт номер один поставлялось большое количество сигарет. Президент Рональд Рейган в рамках борьбы с наркотиками заменил большую часть сигарет баночками с желейными конфетами Jelly Belly. В 1988 году Рейган направил в компанию Mars, Incorporated просьбу поставить специальную версию M&M’s для Московского саммита в 1988 году с генеральным секретарем ЦК КПСС, Михаилом Горбачёвым. Во время саммита первая леди, Нэнси Рейган, раздала их советским детям. После этого M&M’s стали официальными конфетами Белого дома.
Президент Джордж Буш-старший продолжил традицию Рейгана раздавать M&M’s гостям президентских мероприятий, при этом расширил привилегию получать подарки на сотрудников администрации президента и работников Белого дома. Президент Билл Клинтон добавил на упаковку подпись президента, которая находится под президентской печатью. Президент Барак Обама хотя и не любил M&M’s (однажды он открыл упаковку с походной смесью, выбрал из неё все M&M’s и сказал своему личному помощнику: «Я не собираюсь есть это»), продолжил традицию и лично вручал упаковки президентских M&M’s гостям. Обама также раздал их детям, выпрашивающих сладости возле Белого дома на Хэллоуин, вместе с сухофруктами от первой леди, Мишель Обамы.
В 2014 году премьер-министр Испании Мариано Рахой подарил президенту Обаме факсимиле трёх исторических произведений, созданных несколько столетий назад. В ответ Обама подарил президентские M&M’s. Неравноценность обмена вызвала критику со стороны испанской прессы.

## Air Force One
Начиная с эпохи президента Кеннеди, гости и представители прессы, побывавшие на Борту номер один, получали пачку с 20 сигаретами в коробке с президентской печатью и подписью действующего президента, а также спичечный коробок. Раздача сувениров всем гостям, летавшим Air Force One, стала традицией. В 1988 году Нэнси Рейган приказала запретить курение на Air Force One, и M&M’s заменили сигареты в качестве традиционного подарка гостям. Пресс-секретарь Белого дома заявил, что это изменение было произведено из-за вреда курения сигарет для здоровья, а также из-за того, что конфеты больше подходили в качестве сувенира. Во время первого полёта Дональда Трампа на борту Air Force One раздали неподписанные упаковки M&M’s, поскольку упаковки с автографом Трампа ещё не были доступны.